# Cantón de Nouzonville
El cantón de Nouzonville era una división administrativa francesa, que estaba situada en el departamento de Ardenas y la región de Champaña-Ardenas.

## Composición
El cantón estaba formado por cuatro comunas:
- Gespunsart
- Joigny-sur-Meuse
- Neufmanil
- Nouzonville

## Supresión del cantón de Nouzonville
En aplicación del Decreto nº 2014-203 de 21 de febrero de 2014, el cantón de Nouzonville fue suprimido el 22 de marzo de 2015 y sus 4 comunas pasaron a formar parte; dos del nuevo cantón de Villers-Semeuse, una del nuevo cantón de Bogny-sur-Meuse y una del nuevo cantón de Charleville-Mézières-2.